# Aygepar
Aygepar (en arménien Այգեպար) est une communauté rurale du marz de Tavush, en Arménie. Fondée en 1937, elle compte 605 habitants en 2008.